# جو یون سو (بازیگر، زاده ۱۹۹۸)
جو یون سو (کره‌ای: 조윤수؛ زادهٔ ۲۱ ژوئیه ۱۹۹۸) بازیگر اهل کره جنوبی است. او بیشتر به خاطر ایفای نقش در ستمگر (۲۰۲۴) شناخته می‌شود. او در سال ۲۰۱۹، نقش کوتاهی در زیبایی حقیقی داشت و سپس نقش مکمل در مجموعه‌های تلویزیونی عدالت برای نوجوانان، لیست خرید قاتل و انگیزه عشق ایفا کرد.

## فیلم‌شناسی

### مجموعه تلویزیونی
| سال       | عنوان          | نقش         | توضیحات | منابع             |
| --------- | -------------- | ----------- | ------- | ----------------- |
| ۲۰۲۱      | زیبایی حقیقی   | لی یون جی   |         | [ ۳ ]             |
| ۲۰۲۲      | لیست خرید قاتل | کوان بو یون |         | [ ۴ ]             |
| ۲۰۲۲–۲۰۲۳ | انگیزه عشق     | چا سون جه   |         | [ ۵ ] [ ۶ ] [ ۷ ] |

### مجموعه اینترنتی
| سال       | عنوان                                                                   | نقش          | توضیحات           | منابع                |
| --------- | ----------------------------------------------------------------------- | ------------ | ----------------- | -------------------- |
| ۲۰۱۹–۲۰۲۰ | How It Feel to Kiss Your Friend?                                        | یون سو       | CheeseFilm Shorts | [ ۸ ] [ ۹ ]          |
| ۲۰۱۹–۲۰۲۰ | [empathy] People who think they are ugly, People who this that they are | یون سو       | CheeseFilm Shorts | [ ۱۰ ]               |
| ۲۰۲۰      | انقلاب عشق                                                              | پارک سو جین  |                   | [ ۱۱ ]               |
| ۲۰۲۲      | عدالت برای نوجوانان                                                     | یون اون جونگ | قسمت ۵            | [ ۱۲ ] [ ۱۳ ] [ ۱۴ ] |
| ۲۰۲۴      | ستمگر                                                                   | چه جا کیونگ  |                   | [ ۱۵ ]               |